# ساراچ یوین
ساراچ یوین (تایلندی: สารัช อยู่เย็น؛ زادهٔ ۳۰ مهٔ ۱۹۹۲) بازیکن فوتبال اهل تایلند است.
از باشگاه‌هایی که در آن بازی کرده‌است می‌توان به باشگاه فوتبال ناکون راتچاسیما و باشگاه فوتبال موانگتونگ یونایتد اشاره کرد.
وی همچنین در تیم‌های ملی فوتبال زیر ۲۳ سال تایلند و تایلند بازی کرده‌است.